# From Ground Zero
Pour plus de détails, voir Fiche technique et Distribution.
From Ground Zero (قصص غير محكية من غزة من المسافة صفر, littéralement en français : Histoires inédites du « Ground zero » de Gaza) est un film à sketches de 2024 réalisé par 22 réalisateurs différents. Le film est fait de 22 courts métrages, dont des documentaires, des fictions, des films d’animation et des films expérimentaux sur la situation de Gaza pendant la guerre à Gaza depuis 2023 entraînant un risque de génocide.
Le film connait sa première au cinquième festival international du film d'Amman, le 5 juillet 2024 ; en Amérique, il est projeté au 49e festival international du film de Toronto le 9 septembre dans la sélection documentaire. Il est présélectionné pour représenter la Palestine à la 97e cérémonie des Oscars dans la liste réduite de décembre, mais n’est pas nommé.
Le film sort le 3 janvier 2025 aux États-Unis, en février 2025 en France.

## Composition

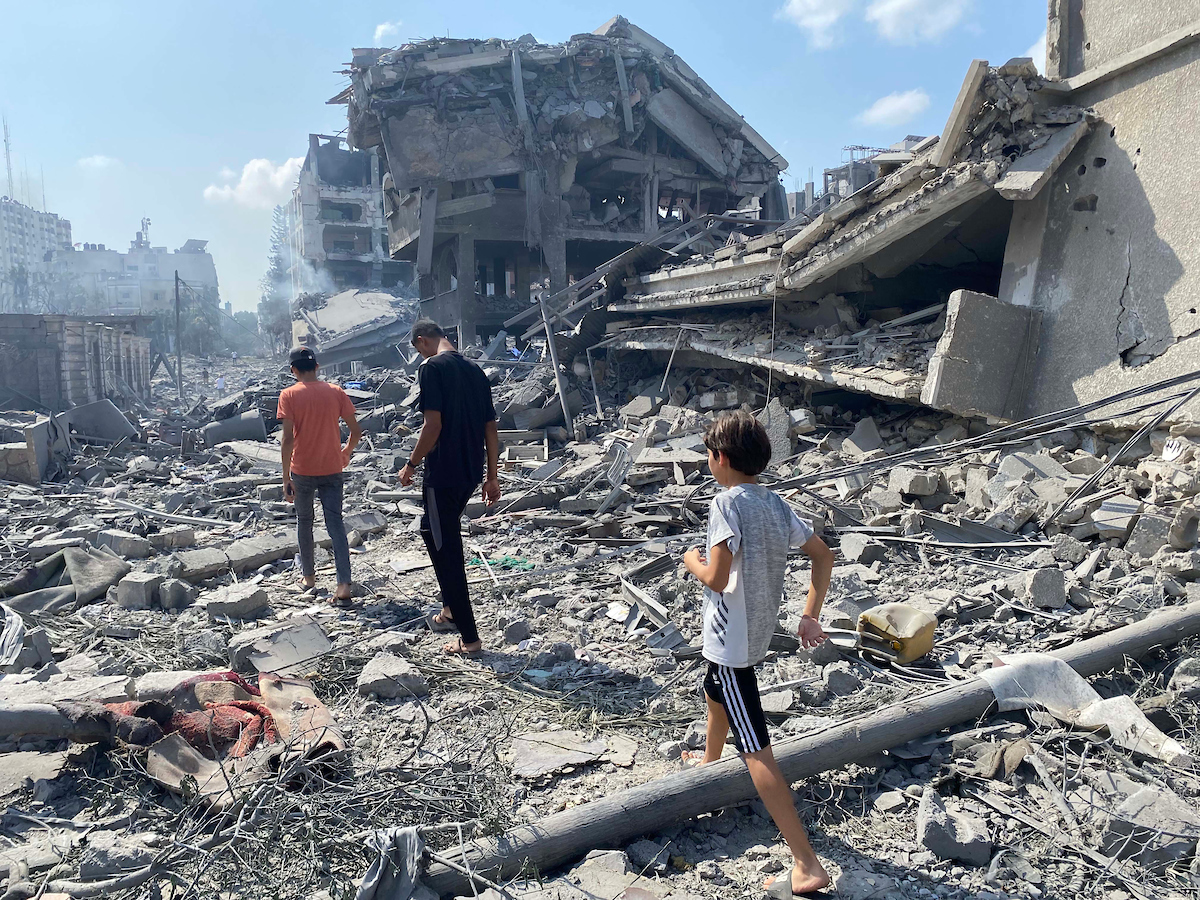
Gazaouis marchant au milieu des immeubles détruits à Gaza en octobre 2023.

- Selfies, de Reema Mahmoud : la réalisatrice se filme d’un point de vue féminin dans un camp de réfugiés ;
- Hors Réseau, de Muhammad Alshareef, où une petite fille cherche son père dans les décombres ;
- Cinéma, Pardonne-moi, de Ahmad Hassouna : des jeunes hommes récupèrent de la farine par terre. Dans la réalité, ils en font du pain[8] ;
- Flash Back, d’Islam Al Zrieai ;
- Echo, de Mustafa Kallab : court-métrage expérimental, où la guerre n’est présente que par la bande-son[8] ;
- Tout va bien, de Nidal Damo ;
- Peau douce, de Khamees Masharawi, filme les réactions d’enfants quand on leur écrit leur nom sur les bras, pour pouvoir identifier leurs restes s’ils meurent et que leur corps est dispersé en fragments inreconnaissables[8] ;
- L’Enseignant, de Tamer Najm, filme son père à la recherche de l’indispensable pour survivre, et qui finit par aider les autres[8] ;
- Charme, de Bashar Al-Balbeisi ;
- Jour de classe, d’Ahmed Al-Danf ;
- Surcharges, d’Ala’a Ayob ;
- Le Paradis de l’enfer, de Kareem Satoum ;
- 24 Heures, d’Alaa Damo : Moss’ab est secouru de sous les décombres deux fois en 24 heures[8] ;
- Jad et Natalie, d’Aws Al-Banna : le réalisateur se filme sur les décombres recouvrant le corps de sa fiancée[8] ;
- Recyclage, de Rabab Khamees où une femme utilise plusieurs fois la même eau pour différents usages ;
- Taxi Waneesa, d’E’temad Weshah, où le héros est un cocher de taxi constitué d’une charrette tiré par un âne ;
- Offrandes, de Mustafa Al-Nabih ;
- Non, de Hana Awad, filme le refus du désespoir par la danse et le chant[8] ;
- Farah et Meryam, de Wissam Moussa ;
- Fragments, de Basil Al-Maqousi ;
- Hors Cadre, de Nidaa Abu Hasna ;
- L’Éveil, de Mahdi Karirah.

Le film commence par un écran noir avec le son d’un drone, donnant ainsi aux spectateurs la bande-son de Gaza ; il est interrompu par un entracte, pour permettre une respiration dans un contenu émotionnel puissant. Treize des 22 films sont des documentaires.

## Fiche technique
D’après le site de la maison de production Coorigines :
- Supervision : Rashid Masharawi
- Réalisation : voir section précédente
- Montage : Denis Lepaven
- Designer graphique : Ala’Abu Ghoush
- Musique : Naseer Shamma
- Conseillers artistiques : Abedsalma Alhajj, Dora Bouchoucha, Layali Badr, Rasmi Damo, Nada Doumani, Nadia Eliewat, Hussam Hindi, Michel Kammoun, Laura Nikolov
- Coordination : Laura Nikolov
- Mixage : Sarah Fasseur-Leroux
- Coproduction : Metafora productions, Royal Film Commission (Jordanie), Sharjah Art Foundation

## Projet et production
Au commencement de la guerre à Gaza, en 2023, le réalisateur Rashid Masharawi crée le fonds Masharawi pour le cinéma et les réalisateurs à Gaza avec pour objectif de soutenir l’expression des histoires des jeunes réalisateurs palestiniens par le cinéma. Selon Masharawi lui-même, il s’agit de « ce qui se déroulait était tellement catastrophique que j’ai jugé important de donner la parole à des hommes et des femmes sur place, pour raconter leur survie au quotidien ». Il soutient la production et la post-production de 22 courts métrage qui constituent From Ground Zero, filmé à différents endroits de la bande de Gaza fin 2023. Le producteur Masharawi a perdu 30 membres de sa famille dans cette guerre.
Tous les films ont été tournés sous les bombes et la bande-son de guerre est réelle. La plupart des acteurs ne sont pas professionnels.
Le film est soutenu par l’International Media Support et le Doha Film Institute. Nomadis Images et Akka Films ont participé.

## Projections
Le 77e festival de Cannes prévoit de le projeter, mais il est écarté car les organisateurs veulent se tenir à l’écart de la politique. Masharawi projette le film en extérieur pour protester. La première mondiale a lieu le 5 juillet 2024 au cinquième festival d’Amman, puis est projeté mi-juillet au 70e festival de Taormina, le 9 septembre à festival de Toronto et le 28 septembre au 17e festival du film palestinien de Toronto.

### Festivals ayant programméFrom Ground Zero
- festival international du film d’Amman[14] ;
- Festival international du film du Caire[18] ;
- Mostra de Valence du cinéma méditerranéen (octobre 2024)[19] ;
- Festival international du film de Toronto de 2024[7] ;
- festival du film documentaire Antenna en février 2025 à Sydney[20]

## Accueil critique
Sur Rotten Tomatoes « Suite éclectique de courts métrages qui saisissent la joie et la douleur d’un peuple qui perdurent durant la guerre, From Ground Zero a un impact émotionnel cumulatif qui le rend inoubliable. ». La note agrégée est de 98 % pour 46 critiques.
Il est défendu par Michael Moore comme producteur exécutif : « Ces cinéastes ont accompli un miracle cinématographique. Ils ont réalise un film brillant au milieu de ce qu’Amnesty international et Human Rights Watch ont maintenant déclaré être un génocide. ». Arnaud Hallet des Inrockuptibles note que le film .
Deux semaines après sa sortie en France, le site Allociné lui attribuait une note des critiques de presse de 3,8/5 et une note du public de 3,7/5 (34 avis et critiques).

## Suite
Une suite, From Ground Zero plus, est prévue.